# 钟山镇 (黔西市)
钟山镇，是中华人民共和国贵州省毕节市黔西市下辖的一个乡镇级行政单位。
2013年5月9日，贵州省人民政府批复同意撤销钟山布依族彝族乡，设置钟山镇，镇人民政府驻金钟社区。

## 行政区划
钟山镇下辖以下地区：
钟山社区、松狮村、白龙村、长顺村、陶家坝村、银丰村、明灯村、箐山村、新光村、龙洞村、猫山村和铜鼓村。